# Hemigraphis ridleyi
Hemigraphis ridleyi är en akantusväxtart som beskrevs av C. B. Cl.. Hemigraphis ridleyi ingår i släktet Hemigraphis och familjen akantusväxter. Inga underarter finns listade i Catalogue of Life.